# Audiencia Provincial de Sevilla

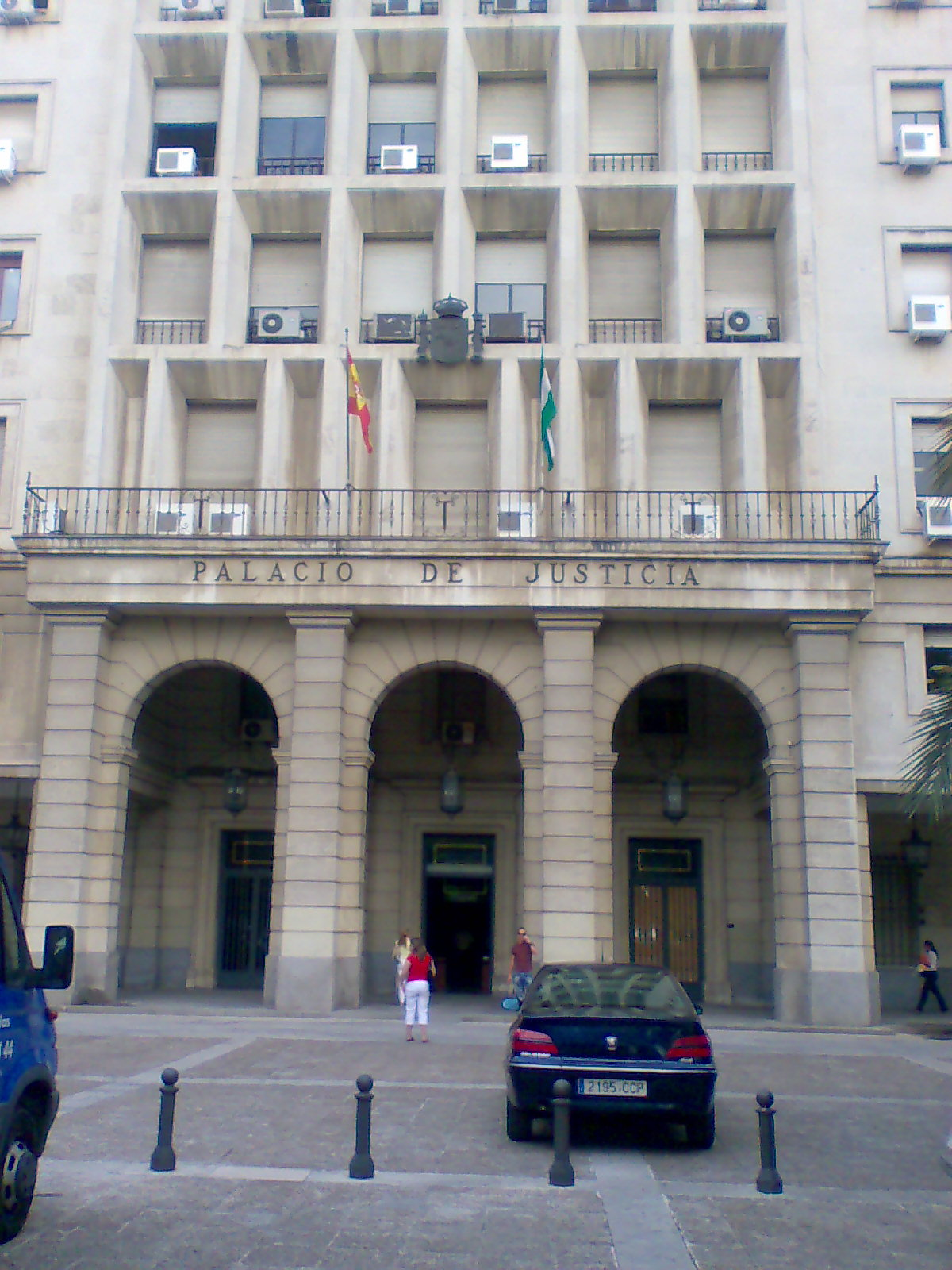
Palacio de Justicia de Sevilla, sede de la Audiencia Provincial de Sevilla

La Audiencia Provincial de Sevilla es el máximo órgano judicial de la provincia de Sevilla (España).
Conoce de asuntos civiles y penales. Cuenta con ocho secciones: cuatro civiles (2, 5, 6 y 8) y cuatro penales (1, 3, 4 y 7).
Tiene su sede en el Palacio de Justicia de Sevilla de la capital andaluza. El actual presidente de la Audiencia Provincial de Sevilla es, desde 2008, Manuel Damián Álvarez.